# Nørre Salling Jernbane
Nørre Salling Jernbane var en planlagt jernbanestrækning på det nordøstlige Salling. Efter åbningen af Sallingbanen i 1884 og forlængelsen af Aalborg-Hvalpsund Jernbane i 1910 var der flere lokale kræfter, der ønskede at forbinde banerne via Hvalpsund.
Efter forhandlinger blandt de lokale sogneråd, hvor Lyby også havde været på tale som tilslutningspunkt til Sallingbanen,  blev der i 1914 enighed om en linjeføring fra Jebjerg via Sundsøre til Branden, hvor færgen til Fur sejlede fra - og stadig gør det. Denne linjeføring på 26,1 km gav mulighed for følgende stationer:
- Jebjerg
- Breum
- Thise eller Thisetorp
- Sundsøre
- Brokholm eller Nørre Thise
- Junget
- Selde
- Branden

Forslaget blev godkendt af staten og vedtaget under Jernbanelov af 20. marts 1918. Staten ville dermed betale 50% af anlægsudgifterne. Viborg Amtsråd tegnede sig også for et stort beløb, og resten skulle finansieres af de sognekommuner, som fik nytte af banen.
Jernbanekommissionen fra 1923, som skulle vurdere lovens projekter, frarådede dog at anlægge denne bane, men henviste til, at Hvalpsundbanen var ved at etablere en jernbanefærgerute Hvalpsund-Sundsøre og en godsstation i Sundsøre, hvilket ville dække egnens jernbanebehov.
Færgeruten og godsstationen med 270 m spor og et pakhus blev indviet i 1927, og der blev oprettet en bilrute fra Sundsøre til Roslev på Sallingbanen.